# Albert Helgerud
Albert Helgerud (Svelvik, 16 settembre 1876 – Svelvik, 25 maggio 1954) è stato un tiratore a segno norvegese.

## Palmarès

### Olimpiadi
- 6 medaglie:
  - 2 ori (Londra 1908 nella carabina libera a squadre; Londra 1908 nella carabina libera 300 metri)
  - 3 argenti (Stoccolma 1912 nella carabina libera a squadre; Anversa 1920 nella carabina libera a squadre; Anversa 1920 nella carabina militare a terra 300/600 metri a squadre)
  - 1 bronzo (Anversa 1920 nella carabina piccola a squadre)